# Welt-Braille-Tag
Der Welt-Braille-Tag (englisch World Braille Day) ist ein Welttag, der am 4. Januar begangen wird. Er wurde im November 2018 auf der Generalversammlung der Vereinten Nationen beschlossen und feiert die Bedeutung der Brailleschrift, des Punktschriftsystems für Blinde und Sehbehinderte. Der 4. Januar wurde dabei als Geburtstag von Louis Braille, den 1809 in Frankreich geborenen Erfinder der Brailleschrift, gewählt. Der erste offizielle Welt-Braille-Tag wurde 2019 gefeiert.
Die Weltblindenunion (WBU) ruft anlässlich des Welt-Braille-Tages unter anderem Länder dazu auf, den Vertrag von Marrakesch zu unterzeichnen und umzusetzen, um den Zugang von Blinden, Sehbehinderten oder anderweitig Lesebehinderten zu Informationen auszubauen.